# Route nationale 14bis
Die N14bis war eine französische Nationalstraße, die 1826 zwischen Écouis und Gisors festgelegt wurde, um die N14 und N15 zu verbinden. Ihre Länge betrug 26,5 Kilometer. 1973 wurde sie abgestuft.